# Fissidens plumula
Fissidens plumula är en bladmossart som beskrevs av George Henry Kendrick Thwaites och Mitten 1873. Fissidens plumula ingår i släktet fickmossor, och familjen Fissidentaceae. Inga underarter finns listade i Catalogue of Life.